# Dan Gay
Pour les articles homonymes, voir Gay.
Dan Gay, né le 20 juillet 1961, à Tallahassee, en Floride, est un ancien joueur et entraîneur de basket-ball américain naturalisé italien. Il évolue durant sa carrière au poste de pivot.

## Palmarès
- Finaliste du championnat d'Europe 1997
- Champion d'Italie 2000
- Coupe d'Italie 1998
- Supercoupe d'Italie 1998, 2003